# Bajo el signo del escorpión
Bajo el signo del escorpión (en italiano, Sotto il segno dello scorpione) es una película italiana dirigida por los Paolo y Vittorio Taviani. Fue presentada en el Festival Internacional de Cine de Venecia de 1969.
Habitualmente se presenta a esta película como "La película más avanzada de los Taviani por su originalidad creativa y su investigación estilística.".

## Argumento
En una época mítica, los Escorpiónidos, naufragados de una isla destruida por la erupción de un volcán, aterrizan en una tierra similar a la que huyeron. Aquí también la población vive amenazada por la destrucción de un volcán pero intenta adaptarse refugiándose en las áreas protegidas de la isla y conservando lo que se puede almacenar. Los jóvenes Rutolo y Taleno, por su parte, quieren convencer a otros para fundar una sociedad ideal en el continente.

## Reparto
- Gian Maria Volonté: Renno
- Lucia Bosè: Glaia
- Giulio Brogi: Rutolo
- Samy Pavel: Taleno
- Renato Scarpa
- Alessandro Haber